# Vittorio Scacchetti
Vittorio Scacchetti (La Spezia, 1º giugno 1902 – ...) è stato un calciatore italiano, di ruolo terzino.

## Carriera
Dopo aver mosso i primi passi come calciatore nelle formazioni uliciane geminiane, approdò nel 1920 alle giovanili del Modena con cui disputò quattro campionati di massima serie (tre di Prima Divisione e uno di Divisione Nazionale) collezionando 76 presenze. Nel 1927 passò al Torino, dove non trovò spazio tra i titolari, e nel 1928 al Napoli, dove disputò 19 partite in Divisione Nazionale e collezionò una presenza nel primo campionato di Serie A a girone unico, nel 1929-1930. Nella stagione successiva militò nel Littorio Vomero.